# Empoasca petaluma
Empoasca petaluma är en insektsart som beskrevs av Ross 1963. Empoasca petaluma ingår i släktet Empoasca och familjen dvärgstritar. Inga underarter finns listade i Catalogue of Life.